# Ascoglossum
Ascoglossum é um género botânico pertencente à família das orquídeas (Orchidaceae).

## Lista de espécies
- Ascoglossum calopterum

## Híbridos intergenéticos
Ascoglossum x Renanthera (Ren.): Renanthoglossum (Rngm.)
Ascoglossum x Aerides (Aer.): Nonaara (Non.)
Ascoglossum x Arachnis: Ngara (Ngara)
Ascoglossum x Paraphalaenopsis: Ascoparanthera (Apn.)
Ascoglossum x Phalaenopsis (Phal.): Dresslerara (Dres.)
Ascoglossum x Rhynchostylis: Lauara (Lauara)
Ascoglossum x Trichoglottis: Sheehanara (Shn.)
Ascoglossum x Vanda: Pantapaara (Pntp.)
Ascoglossum x Vandopsis: Freedara (Fdra.)